# 圆尾智彦
圆尾智彦（日语：／ Maruo Tomohiko，1968年3月7日—），神户市出身，日本男子残疾人冰球运动员。他曾代表日本参加2010年冬季残疾人奥林匹克运动会冰橇冰球比赛，获得一枚银牌。